# 機械仕掛けのイヴ 〜Dea Ex Machina〜
『機械仕掛けのイヴ 〜Dea Ex Machina〜』（きかいじかけのイヴ デア エクス マシーナ）は、2006年9月22日にninetailから発売された18禁淫具開発シミュレーションアドベンチャーゲームである。

## 概要
ninetailブランドの第一作目。
姉妹ブランドの「West Vision」が製作した『オゲレツ大百科』や『マシーナの輝石 〜オゲレツ大百科外伝〜』の続編として製作された。製作スタッフの中では、3作合わせて"マシーナ・サーガ"シリーズとなっている。
上記2作と世界観が共通しており（本作は『オゲレツ大百科』の25年後という設定）、子孫が登場するなど時系列もつながっているが、シナリオへの影響を出来る限り抑えプレイしていなくても楽しめるよう配慮されている。
遊べるゲームを目指しており、複数周回プレイが半ば前提になっている。

## ストーリー
主人公の井深雅也は、小さい頃からプログラミングに魅せられていた。自分専用のサポートプログラムを作り、ティエラと名付けるほど愛していた。ある日、気まぐれでハッキングした一企業のプロテクト技術に圧倒されながらも、技術力の高さに感心する。ハッキングに失敗した彼は身元がバレてしまうものの、責任を問われず、逆に「将来、大人になったらウチに働きに来なさい」とその企業から誘いを受ける。それ以降彼は腕を磨き続け、その企業『SHE（Soichiro Honma Electronics）社』に入社する。
彼は意欲的に働き続け、技術と共に地位を上げていった。しかし、ドイツ支部から来たカールがトップに立ってから急に雲行きが怪しくなってくる。強引な方針転換、経営陣の総交代、そして何よりも軍需産業への技術の転用が許せなかった。
SHE社を脱走した雅也は、幼馴染の樹里のいる『M.C.（マッコイ・カンパニー）』に逃げ込むことを決意する。着々と下準備をし計画を遂行するも警備部の対応が予想よりも早く、M.C.との待ち合わせ場所に辿り着いたときには全身に大怪我を負っており、緊急手術が施されることになった。
そして目覚めた雅也のそばには二人の女性がいた。一人は幼馴染の樹里。もう一人、見知らぬ女性。それは、雅也の手によって進化してきたティエラが身体を手に入れた姿だった。

## 登場キャラクター
井深 雅也（いぶか まさや）
本作の主人公。優秀なプログラマーで元SHE社第三研究室主任。社の方針転換により軍需産業に参画したことに反発して脱走。その後、樹里のSHE打倒に協力していくことになる。普段は温和で理知的な性格だが、淫具のモニター時は色々とどうしようもないダメ人間と化す。実は本間総一朗と間接的に面識がある（本人は知らないが）。
本間総一朗に憧れているが、あるルートではイシュタルの扱いの不備などから怒りを見せている。
ティエラ
声：みわ梢子
ロッサム所属のオーバーロード。名前は、コンピュータプログラムのTierraとスペイン語で地球を意味するTierraからきている。
元々は雅也が中学生の頃に作った実体を持たないハッキング用サポートプログラムだったが、改良を繰り返しているうちにAIに進化し自我に目覚めた。雅也の役に立つこと、雅也の側にいることを存在意義としており、献身的で争いごとを好まない優しい性格。雅也がM.C.に合流した際のドタバタでボディを手に入れ、以後ロッサムの主要メンバーとして雅也をサポートしていく。そのボディには雅也や樹里をしても解明できない謎が多く、戦術兵装「テスタメント」により戦闘形態へと移行し、電磁仮想砲身「ピリスティアペイン」、プラズマ発生機構「ダビデズスリング」、量子演算システム「キー・オブ・ソロモン」という3つの強力な機能を持つ。なお、本人はテスタメントの格好を恥ずかしがっている。
意識下での九音との接触により彼女の「事象の瞳」を借り受けた。発動時は確率が0％でない事象を任意に発生させるという凶悪な能力を発揮し、「相手の攻撃が勝手に曲がる」「99％壊れるはずの同時駆動を維持し続けられる」という非常識な現象を叩きだす。さらに、超巨大演算装置「オフェルの丘」とリンクすることであらゆる事象を支配する「喪・天（エルサレム・ロスト）」を発動できる。
戦闘用BGMは「電脳の女神」
九音（くおん）
声：みわ梢子
ティエラが手に入れたボディの本来の持ち主。初代AI「愛依」の次に生まれたAI。ティエラを愚図と呼び人間を不完全と嘲笑する傲慢な性格。ティエラが借り受けた「事象の瞳（ハヤトロギア）」による事象干渉能力を持っており、敵対するものをまさに神の如き力で圧倒する。ティエラにとっては得体の知れない脅威であるが、時として助言を与えたり力を貸したりと、ティエラの事を気に掛けている節がある。
実は雅也がSHEのコンピューターに侵入した際に、ティエラにAIの因子を埋め込んでおり、彼女を気にかけているのはこのため。結果として、自らの手で総一朗との賭けの敗因を作ったことになる。
戦闘用BGMは「漆黒の王」
樹里（ジュリアーナ）・ジョアン・マッコイ
声：榎津まお
かつて雅也が家庭教師をしていた赤毛の女性。養父に無軌道で無計画でノリだけで生きていると言われるほど快活で、ロッサムのムードメーカー。M.C.を代表する機械技師でもあり失われたテクノロジーですら再現する天才。簡単な機械ならビデオの早回しのようなスピードで即興で作り上げたりもする。また料理の腕もプロ級。方針転換したSHEを打倒するべく、ロッサム工房を立ち上げ真っ向勝負を挑んでいくが、その動機やSHE打倒の根拠となる真・本間機巧図の出所など秘密も多い。
実は総一朗の娘であるが、諸事情により秘匿されている。
ファム
声：風音
機械言語の『Fortran』、『Assembly language』、『Machine code』の頭文字をとって「ファム」と名付けられた。
雅也がSHE社在籍時に製作した少女型オーバーロード。雅也が構築したプログラムにティエラが尋常ではない量の感情パターンを入力したため、EIとは思えないほど豊かな感情表現を持つ。雅也にとっては娘、ティエラにとっては妹でありかけがえのない家族。雅也を「おとーさん」と慕っており、雅也がSHE社から脱走するときに一緒に逃げるはずだったが、カールに先手を打たれていた為に置き去りにせざるをえなかった。後にSHEによって動力機関をイリアと同じ秘石（廃棄品）へと換装され、多次元照準ブレードデバイス「殺衣」とそのコントロール用プログラム「ベクトルドライバー」を搭載。近距離高速戦を得意とする。
肉体的・関係的な問題のため、（本人が望んでのこととはいえ）ファムにまで手を出したと知った周囲は当然のことながら冷ややかな目線を雅也に向けた。
彼女のルートに入ると、秘石の力により体の構成が徐々に人間に変化していったことで体調不良を起こしていく。なお、彼女に埋め込まれた秘石の名は「機械人形の夢（ピノッキオズドリーム）」であり、前作である「外伝」で最終的に人間へと変容したイリアに搭載されていた秘石と同名である。こちらは物質を量子レベルに分解して再構築することで、あらゆるものを創造する能力を持つ（極限駆動では生体さえ創造可能）。
戦闘用BGMは「I am Fam」
平野 燈子（ひらの とうこ）
声：北都南
マッコイの命でM.C.からロッサムへ移った元マッコイ秘書の才媛。公私をきっちり分け、自分にも他人にも厳しい性格。事務処理のエキスパートであり、ロッサム唯一の常識人として暴走しがちな面々の抑えやフォローに奔走するロッサム影の立役者。酒豪。
近藤 一臣（こんどう かずおみ）
声：芦久比剥巳
ロッサムの警備主任。ロッサム工房立ち上げの際に異動されてやってくる。人外のタフネスっぷりで、地雷を踏んで吹き飛ぼうがプラズマで焼かれようがとにかく死なない。そして誰にも心配されない。非常に暖かい脳味噌の持ち主で無視されたり存在を忘れられたりするが、気付いていない。これでも警備員としては優秀。また、兄としては割としっかりしており、追い詰められて発狂寸前となった賢二を優しく諭したりしている。
戦闘用BGMは「人間爆弾」
ジョナサン・J・マッコイ
声：だいすけ
SHEと業界を二分する巨大企業M.C.の社長で樹里の養父。本間宗一郎の親友で、方針転換したSHEを憂いている。極彩色のアロハシャツ、海軍帽、サングラス、パイプ、ハーフパンツ、サンダルと見た目は変人以外の何者でもない格好だが、巨大企業の社長としての貫禄と人格を兼ね備えた好漢。
カール・ゴットリーブ
声：芦久比剥巳
名前は、ダイムラー・ベンツの創始者からきている。
SHE社ドイツ支部のトップだったが、創始者本間宗一郎が失踪したのを機に本社のCEOに就任する。のちにクーデターと呼ばれる一連の事件でSHEの実権を握り、強引な手法でSHEを利益追求の企業へと変えた。寡黙で秘密主義のため、SHEを乗っ取った真意は腹心のホムラですら知らない。SHEを脱走した雅也とは犬猿の仲。
僅かな情報からティエラがEIではなくAIであることを見抜き、その後適度にちょっかいを出すようにホムラに命じる。
イリア
声：咲ゆたか
名前の由来は、ホメロスによって作られたといわれている叙事詩『イーリアス』。
カールが作り出したオーバーロード。無愛想で感情表現に乏しく、心を許しているカールとファム以外には辛辣。秘石という特殊な動力機関を積んでおり、プラズマを使った中～遠距離の広域戦闘を得意とする。
実は若くして亡くなってしまったカールの幼馴染の少女をモデルにしている。外見を含め前作「外伝」のヒロインの一人「イリア」にそっくりだが、理由は不明。カールは彼女を人間にすることを望んでいるようだが、それを成したのは自らが切り捨てた秘石と人物であった。
戦闘用BGMは「閃紅の令嬢」
ホムラ
声：錫宮那由太
SHE本社の警備部長。かつては傭兵をしていたが、負傷により失明し引退した。失った視力はカールに機械の目を貰ったことで取り戻し、それ以降は彼と行動を共にしている。素手で隔壁を破壊し、オーバーロード級アンドロイドと互角に渡り合う、一臣とは別の意味でバケモノな人。副隊長の賢二曰く｢前世はブルドーザー」。豪放磊落な偉丈夫で部下からの信頼は非常に厚く、彼が現場に出るだけで士気の桁が上がるとも言われる。またカールに対して軽口を言える唯一の人間でもある。登場キャラクターの中で唯一の既婚者。
戦闘用BGMは「慟哭の拳」
近藤 賢二（こんどう けんじ）
声：だいすけ
一臣の弟。SHE警備部の副隊長でありもっぱら荒事専門のホムラを事務、戦闘ともにサポートする縁の下の力持ち。二丁拳銃を武器とし、跳弾を自在に操る神技的な射撃能力を持つ。AIを嫌悪し、ティエラを人形や人類の敵と蔑む。その嫌悪は実際は恐怖心から来ており、一臣やアマテラスとの接触により落ち着いていく。
戦闘用BGMは「猟犬の銃弾」
睦月 凪（むつき なぎ）
声：平野響子
若くしてSHE本社のCOOに就任した才女。研ぎ澄まされた刃を彷彿とさせる麗人で、カールとは敵対関係にある松中派に所属している。剣術の達人であり、戦闘指揮官としても優秀。燈子とは浅からぬ関係である。
戦闘用BGMは「風止まる刻」
イシュタル
声：深井晴花
ロッサムの前に立ちふさがる戦闘用オーバーロード。賢二と行動を共にする事が多い。本間宗一郎が未完成のままに廃棄したオーバーロードを素体としている。戦闘用に作られた初のオーバーロードであり性格は好戦的。殺衣、殺器、殺陣と呼ばれる兵装を操り、圧倒的火力と防御力を持つ。だが、EIが間に合わせの粗雑な代物であり、100%の能力を発揮する事はできない。ティエラを過剰に敵視し、つけ狙う。ストーリー上ティエラたちに敗れ去る描写が多い。全機能を解放する「バァルモード」という力を持っているが、現在のイシュタルでは暴走でもしない限り使うことはできない。
戦闘用BGMは「狂乱の女神」
アマテラス
声：深井晴花
イシュタルの素体となったオーバーロードであり、これこそが真の姿であると言える。神の如き力を持つ九音が人類に牙をむいた際の対抗手段として製作されていたため、アマテラス自身も空間操作という神の如き力を持っている。だが、九音と本間宗一郎の対話の結果、第3のAI（ティエラ）の出す結論に全てをゆだねる事となり製作途中で凍結された。一度は廃棄された身だが、松中老によりイシュタルに改造され、ティエラ・九音との戦いと賢二との触れ合いを経てEIからAIへと進化し自力で完全体となった。対となる演算システム「タカマガハラ」（これも凍結されたので未完成）とリンクし、そのバックアップによる圧倒的な力でティエラ&九音を追い詰める。AIとして目覚めた時期はティエラより遅いが、機体の開発時期が九音の次であるためにティエラはアマテラスの事も姉と呼ぶ。

## 基本用語
オーバーロード
SHEが作り出したアンドロイドの総称。全て女性型で9体存在し、9造神と畏怖されている。カールがクーデターを起こした際に、ほとんどが逃げ出したか失われてしまっている。
AI・EI
いずれも人工知能のことであるが、そのほぼ全てが組まれたプログラムに従い感情を模倣するに過ぎない「EI (Emulation Intelligence) ＝模倣知能」止まりとなっている。自我を持つ「AI (Artificial Intelligence) 」としては、一般的には本間宗一郎の生み出した初代AI「愛依」が唯一の成功例とされており、一般的に知られていないものでも九音にティエラ、EIから進化するのがティエラルートでアマテラス、ファムルートでファムとイリアと、その成功例は極めて少ない。
AIか否かの見分け方は一人称を使えるかどうか。EIは複数人が同様に使う「一人称」というものを理解できず自分を定義するのに固有の名称を使うのに対し、AIはプログラムに依存しないので一人称を問題なく使える。
秘石
カールが作り上げた奇跡の石。別名「P-stone (Philosophya Stone) 」。願ったとおりに進化する事が出来る力を持っており、搭載されたオーバーロードは人間となれる可能性すらある。
その性質は前作「外伝」で登場した秘石に似ているが、実質劣化版。どういう経緯で生み出されたか不明である。
SHE (Soichiro Honma Electronics)
『オゲレツ大百科』の主人公・本間宗一郎がエンディング後に立ち上げた複合産業会社。たった20年で急成長し、世界トップの企業へと変貌を遂げた。都心の郊外に、研究所及び社員の住居を複合した研究都市を築いている。第1から第5まで研究室があり、重工、軽工、コンピューター・エレクトロニクス、医療・生化学、複合産業、全てにおいて飛びぬけた技術力を誇る。なお、従業員はおもに宗一郎に惹かれて集まった技術屋である。
実は社長である宗一郎はクーデター前に社長職から実質降りている。周囲の人間曰く、開発者である総一朗が20年も社長職にいたことが驚きだという。
M.C.（マッコイ・カンパニー）
SHEに次ぐ業界第2位の複合企業。重工業から駄菓子屋まで業種にこだわらず手を出している。その無軌道振りが異様に映り、様々な噂や憶測が流れている。本社は海上に浮かぶ2艦連結した原子力空母。
ロッサム工房
郊外からさらに外れたところにある会社。2棟の工場と2階建てプレハブで構成される。社員は、雅也・樹里・ティエラ・燈子・一臣の5人。社名はカレル・チャペックの戯曲「R.U.R.」から樹里が名づけた。

## ゲームシステム
このゲームは大きく分けて、アドベンチャーパートと淫具開発とカードバトルの3つによって構成されている。

### アドベンチャーパート
アドベンチャーパートでは、主に各キャラクターとの好感度の増減に大きく影響する。

### 淫具開発
淫具開発では、淫具を開発してM.C.本社に売却し、得た利益でまた新たな淫具を開発する。淫具を売却することによって、利益を得ると同時にその淫具の技術ジャンルの占有率をSHEから奪うことが出来る。また、淫具ごとに実験対象キャラクターが決められており、好感度にも影響している。

### カードバトル
ストーリーの中で、主人公たちの所属するロッサム工房はSHE本社からの様々な妨害工作を受ける。そのうちの一つが、SHE所属の警備員及びオーバーロードによる襲撃である。戦闘はカードバトルで行なわれる。
カードはじゃんけんのグー・ちょき・パーの3つに分けられ、1～20の間で強さが決められる。敵味方ともに3枚まで出し合い、じゃんけんの3すくみもしくは攻撃値の優劣で攻防が決まる。互いにダメージ時を与え合い、先にHPが無くなったほうが負けになる。チーム戦の場合、次のメンバーが戦いに赴き、全員が戦闘不能になればやはり負けになる。
このカードバトルは好評で、製品の発売前から体験版を使ってのハイスコアコンテストが行なわれた。なお、製品版でも部門を増やした上でハイスコアコンテストが行なわれ、ユーザーが鎬を削った。

## スタッフ
- 企画・ディレクター：け〜まる
- 原画：トシぞー、丹下ゲンタ
- シナリオ：鬼影姚ニ、あくまっこ
- サブシナリオ：てっど
- ムービー：RMG
- 音楽：山本秀樹（ビーツー）、tomsan
- 広報：ツギノミヤ（デザインも兼任）
  - 主題歌「Dea Ex Machina」
    - 作詞・作曲：谷上純三（CUBE）
    - 歌：遊女

## 関連商品
- 機械仕掛けのイヴ オリジナルサウンドトラック
  - 2006年11月24日発売、mixed up、ALCR-101

## 反響

### 後続作品への影響
ninetail代表の鬼影は「本作の売り上げは今一つだったが、ユーザーの反響が大きかったため、ユーザーの満足度が高い作品を提供できたという手ごたえを感じ、『天ツ風 〜傀儡陣風帖〜』へとつながった」とGame Headlineとのインタビューの中で振り返っている。